# Sonic Eraser
Sonic Eraser – gra wideo, którą można było ściągnąć za pomocą Sega Meganet, modemu dostępnego dla konsoli Sega Mega Drive w Japonii. Gra została wydana w 1991 roku.
Jako że Sega Meganet okazało się porażką, sama gra odeszła w zapomnienie i była jedną z najbardziej "nieodkrytych" gier z serii Sonic the Hedgehog, które znane były graczom spoza Japonii. W lutym 2004 roku, Eric Robert Gray (znany też jako Pachuka i Reala), właściciel strony Sonic Cult, uzyskał ROM gry poprzez serwis dostępny tylko dla Japonii.
Sama gra jest prostą grą logiczną, podobną do gry Tetris, w której dwóch graczy walczy przeciwko sobie i atakuje się nawzajem układając kombinacje klocków.